# Souk El Sagha
Le souk El Sagha (arabe : سوق الصاغة) ou souk des Orfèvres est l'un des souks de la médina de Tunis, spécialisé dans l'orfèvrerie.

## Localisation
Il est situé à l'ouest de la mosquée Zitouna, près du souk El Berka.

## Historique
Il est édifié à l'époque hafside (1128-1535).